# Rockingham megye (Virginia)
Rockingham megye az Amerikai Egyesült Államokban, azon belül Virginia államban található. Megyeszékhelye Harrisonburg, legnagyobb városa Bridgewater. Lakosainak száma 83 757 fő (2020. április 1.). Rockingham megye Hardy, Pendleton, Shenandoah, Page, Greene, Albemarle, Augusta és Harrisonburg megyékkel határos.

## Népesség
A megye népességének változása:
| Lakosok száma | 76 351 | 77 114 | 77 367 | 77 741 | 78 593 | 83 757 |
|               | 2010   | 2011   | 2012   | 2013   | 2015   | 2020   |